# Palais Lesser
 (décembre 2023).
Pour les articles homonymes, voir Lesser.

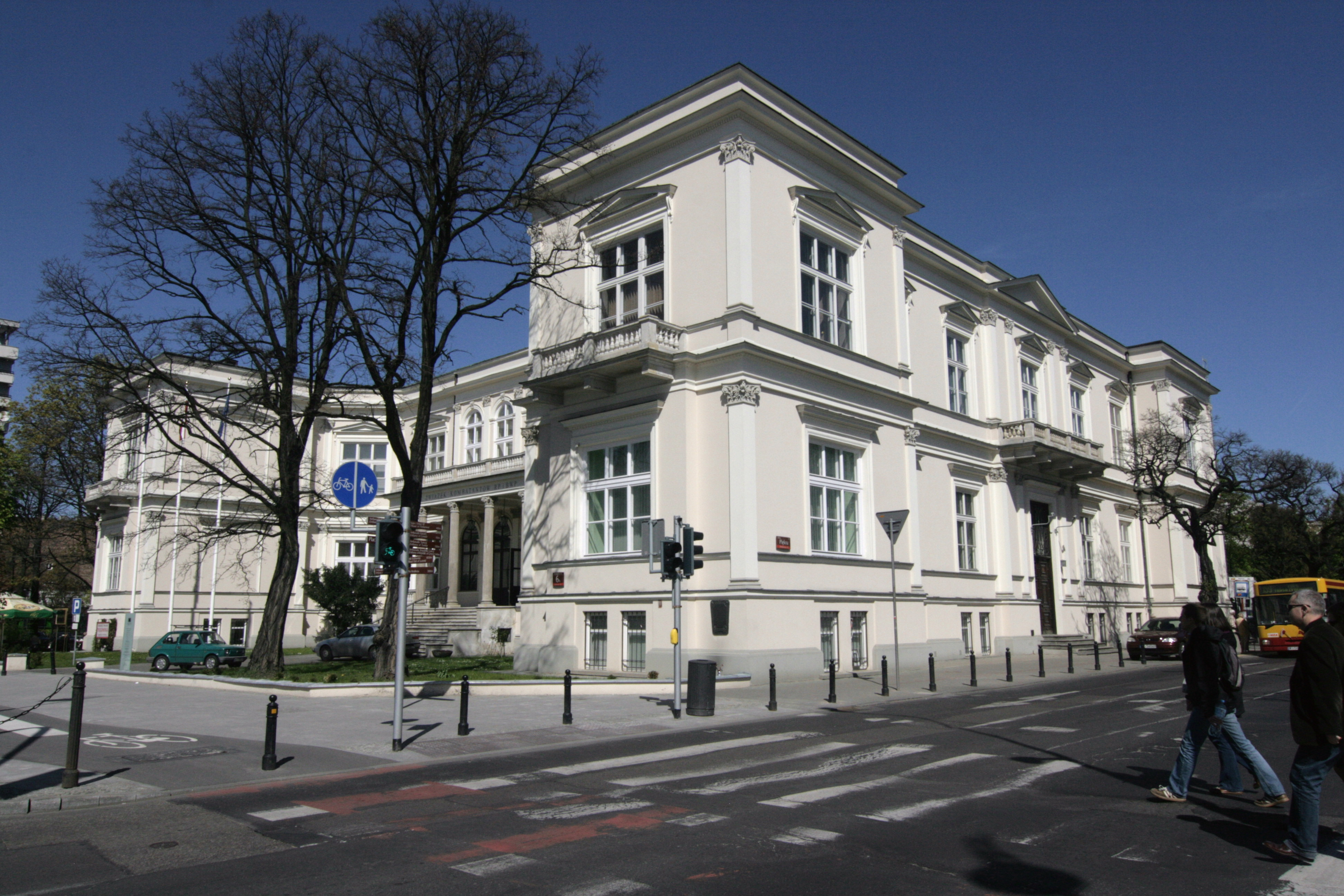
L'aile sud vers Ulica Piękna

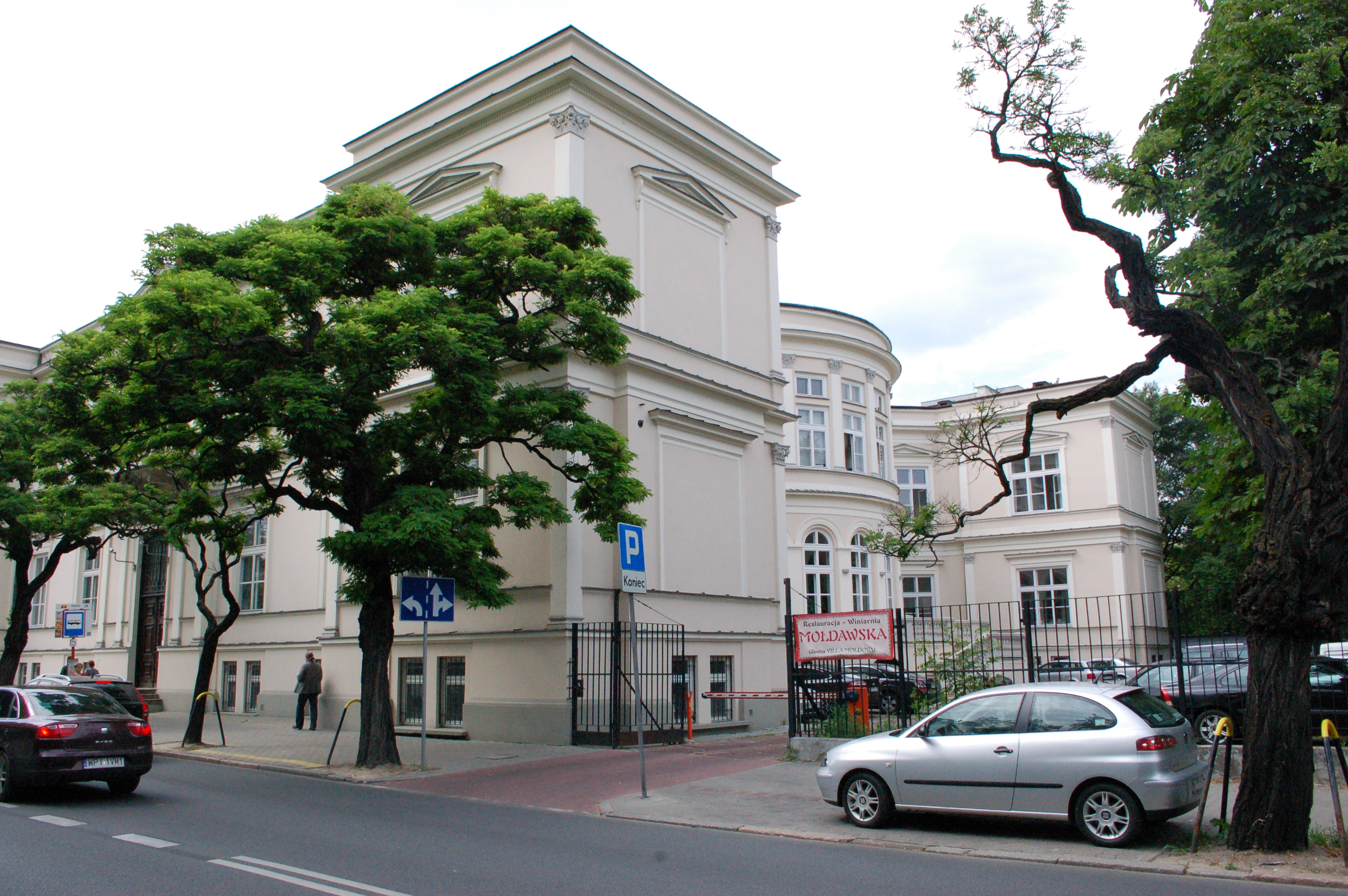
Grande projection centrale semi-circulaire vers l'ancien parc

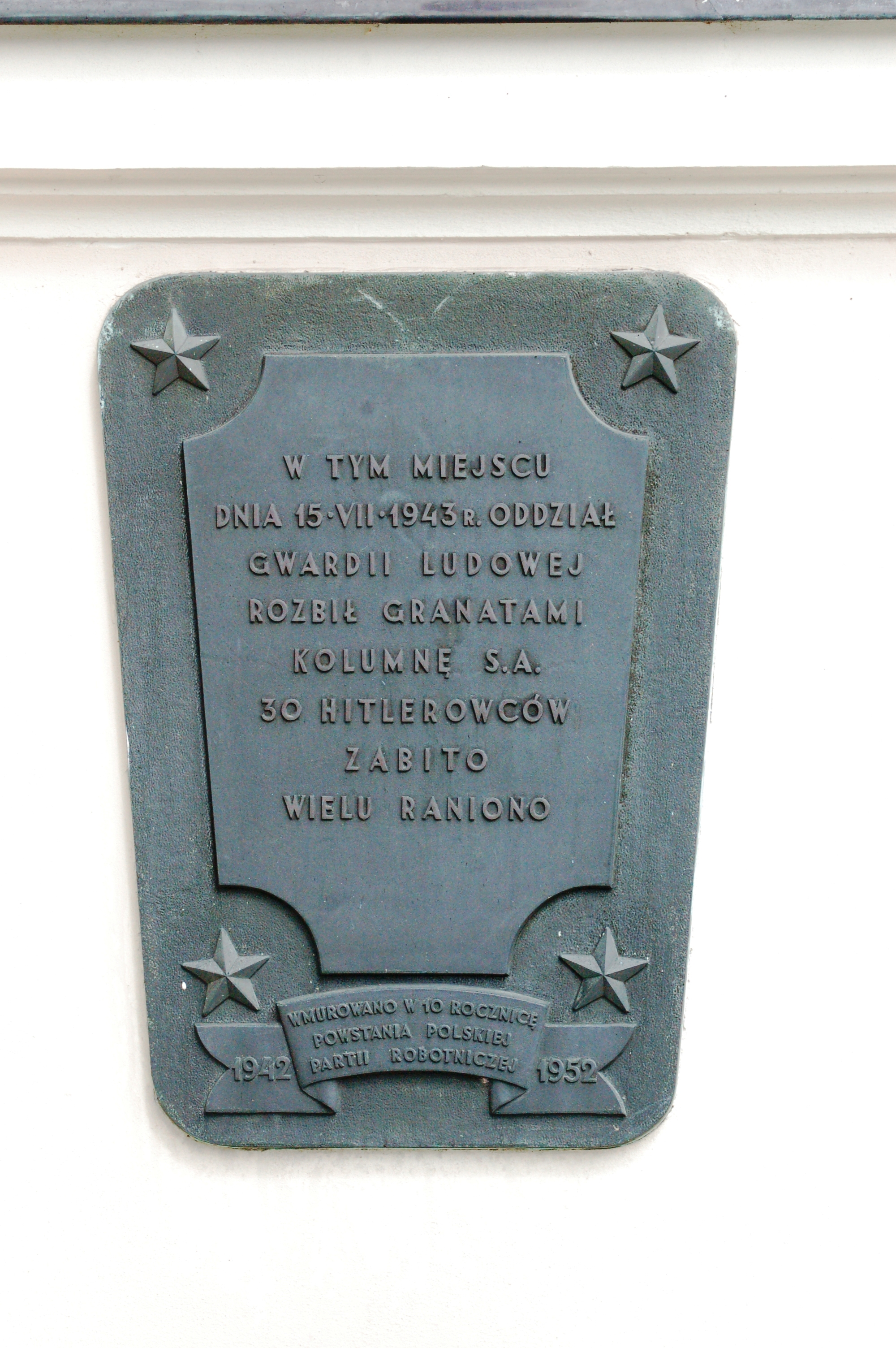
Plaque commémorative de l'attaque d'une unité allemande en 1943

Le Palais Lesser (également appelé Palais Rembieliński) est une résidence urbaine spacieuse à Varsovie de style néoclassique. Construit à l'origine à des fins résidentielles représentatives, le palais abrite des bureaux et des institutions depuis le début du siècle. Il est actuellement utilisé comme siège de l'Association polonaise des anciens combattants et anciens prisonniers politiques (en polonais : Związek Kombatantów RP i Byłych Więźniów Politycznych), de bureaux pour diverses entreprises et comme restaurant.

## Emplacement
Le bâtiment est situé dans le centre-ville de Varsovie, à l'intersection d'Aleje Ujazdowskie et d'Ulica Piekna près de la Diète, face au parc Ujazdowski. Un parc plus petit, également public, est situé sur la rue parallèle Matejki, qui a été créé par l'enlèvement des ruines après la Seconde Guerre mondiale. En face du palais se trouvent la Villa Rau et l'ambassade des États-Unis.

## Histoire
Le palais a été construit à la fin des années 1840, initialement dans le style Renaissance, sur la base d'un projet de Franciszek Maria Lanci pour le banquier Stanislaw Lesser, de qui il tient son nom. Avant l'achèvement, Aleksander Rembeliński a acquis la propriété et a fait reconstruire le bâtiment dans un style néoclassique. Dès 1865, il le vendit - encore une fois inachevé - à Jan Wladyslaw Kurtz et Stanisław Ratyński. En 1866, Kurtz en devint l'unique propriétaire. Il a terminé le palais. L'immeuble étant trop grand pour lui, il aménagea deux autres appartements en plus du sien, qu'il loua. En conséquence, le palais a changé de mains deux fois, en 1874, il appartenait à Maria Jankowska.
En 1899, le grand industriel Izrael Poznański de Łódź acheta le palais au nom de sa société, une société par actions pour la fabrication de produits en coton (Towarzystwa Akcyjnego Wyrobów Włókienniczych ), qui avait son siège ici . À partir de 1918 les Français et à partir de 1924 l'ambassade du Danemark occupaient le bâtiment. Le grossiste en charbon Abraham Sojka a acheté le palais en 1935 avec sa femme Rachela. À l'époque, il y avait un mess des officiers au sous-sol.

### Deuxième Guerre mondiale
Le palais a été touché par une bombe lors de la bataille de Varsovie en 1939 et incendié. Le 15 août 1943, un groupe de la Garde populaire polonaise (Gwardia Ludowa, qui deviendra plus tard l'Armia Ludowa), lance des grenades sur une colonne de la SA qui passe. Trente soldats allemands sont morts dans l'attaque. Une plaque commémorative encastrée dans la façade du bâtiment rappelle l'action. En 1944, le palais fut finalement détruit.

### Reconstruction
En 1949, il a été reconstruit selon un projet des architectes Wacław Kłyszewski, Jerzy Mokrzyński et Eugeniusz Wierzbicki. Les ruines des maisons voisines qui étaient partiellement reliées au bâtiment ont été enlevées sans remplacement, de sorte que sur la rue Matejki une façade auparavant inexistante a dû être conçue. Après la reconstruction, le musée de l'histoire du Parti ouvrier polonais uni a été initialement installé ici. Plus tard, une école de musique a été utilisée avant de devenir le siège de l'Association des combattants pour la liberté et la démocratie. En 1990, cette association a été rebaptisée.

## Voir également
- Liste des palais de Varsovie

## Littérature
- Julius A. Chroscicki et Andrzej Rottermund, Atlas architectural de Varsovie, 1. Edition, Arkady, Varsovie 1978, p.217
- Tadeusz S. Jaroszewski, Palais et résidences à Varsovie, Éditions Interpress,  (ISBN 83-223-2049-3), Varsovie 1985, p.75 et suiv.

## Liens web
- Brèves informations sur le palais sur la page d'accueil de la ville de Varsovie (en polonais)
- Photo historique du palais (avec un toit plus raide) à Warszawa1939.pl